# یاکوف پاولوف

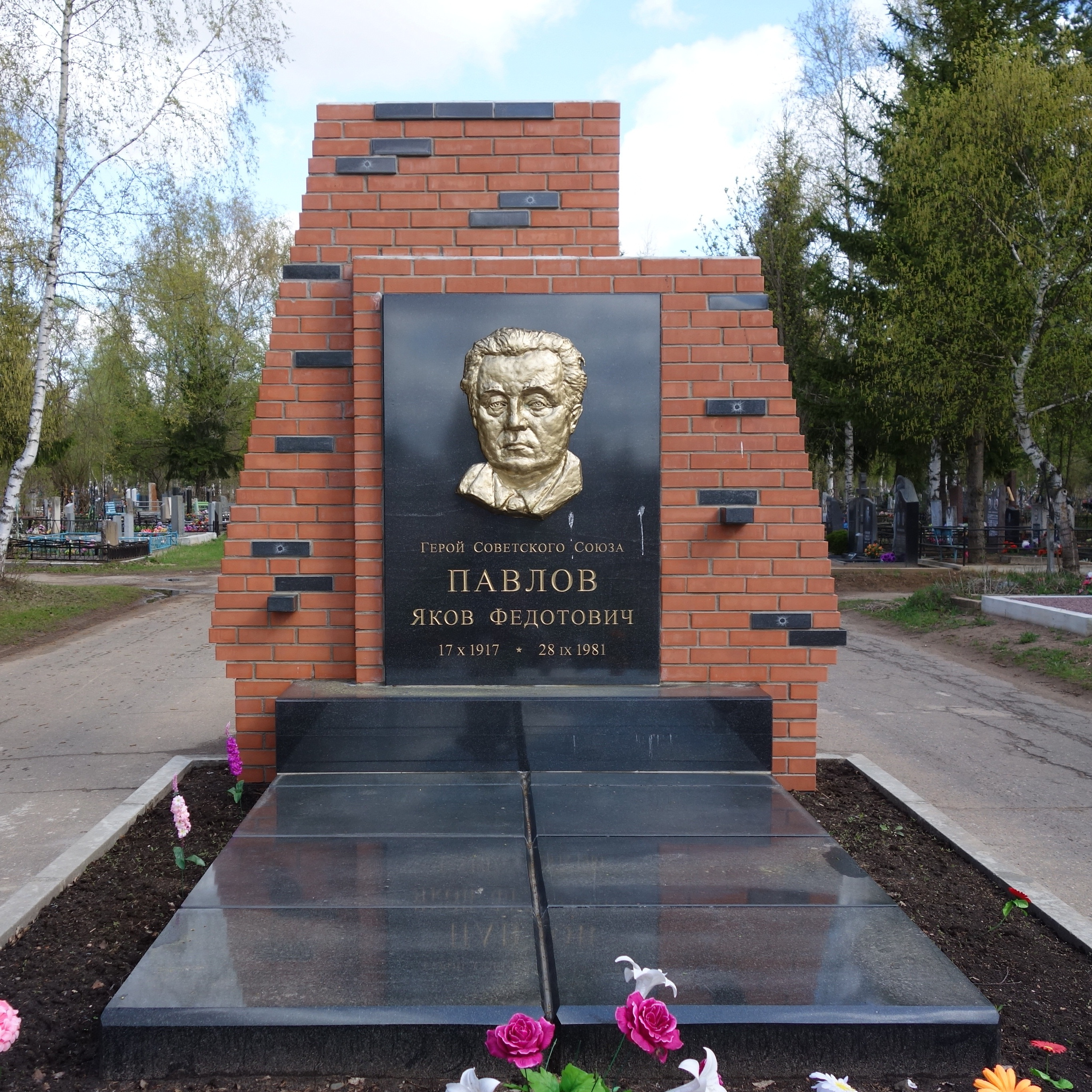
مزار یاکوف پاولوف

یاکوف پاولوف (روسی: Я́ков Федо́тович Па́влов؛ ۴ اکتبر ۱۹۱۷ – ۲۹ سپتامبر ۱۹۸۱) یک فرد نظامی اهل اتحاد جماهیر شوروی سوسیالیستی بود.
وی همچنین نائل به درجاتی همچون درجه لنین و قهرمان اتحاد شوروی شده است.